# Robert Lowth

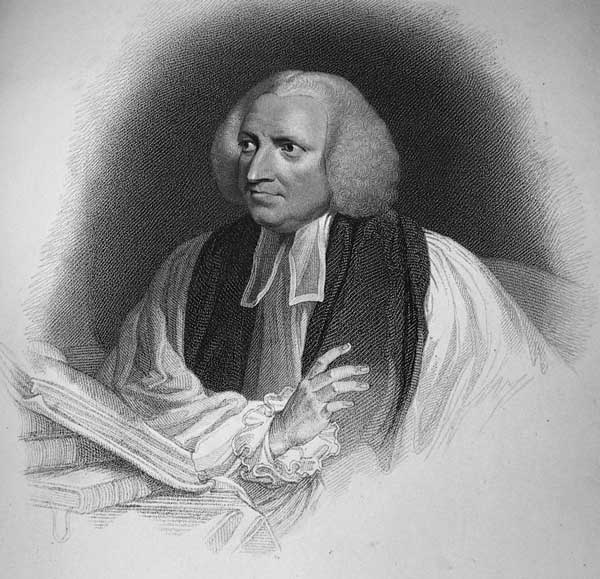
Robert Lowth.

Robert Lowth, född 27 november 1710, död 3 november 1787, var en brittisk orientalist.
Lowth var professor i poesi vid Oxfords universitet och blev senare biskop av Londons stift. Lowth grundlade med De sacra poësi hebræorum (1753, översatt till engelska 1787) en ny uppfattning om bibelns böcker som litterära, poetiskt influerade verk. Detta arbete fick stor betydelse för förromantikens estetiska teorier och dess spekulationer om naturgenier och folkdiktning. Han skrev också en av de mest inflytelserika läroböckerna i engelsk grammatik, A Short Introduction to English Grammar, som utgavs 1762.